# 一億円棋士 (将棋)
一億円棋士（いちおくえんきし）とは、年間獲得賞金が1億円を突破した棋士のことである。ここでは将棋棋士に関して述べる。なお、囲碁棋士にも一億円棋士はいる。

## 一億円棋士一覧
- 1993年 羽生善治 1億0063万円[1][2]
- 1994年 羽生善治 1億1297万円
- 1995年 羽生善治 1億6597万円
- 1996年 羽生善治 1億6145万円
- 1997年 谷川浩司 1億1762万円
- 同年  羽生善治 1億0812万円
- 1998年 羽生善治 1億1466万円
- 2000年 羽生善治 1億0595万円
- 2001年 羽生善治 1億1519万円
- 2002年 羽生善治 1億1048万円
- 2003年 羽生善治 1億2910万円
- 2004年 羽生善治 1億1272万円
- 同年  森内俊之 1億0833万円
- 2005年 羽生善治 1億0391万円
- 2008年 羽生善治 1億0711万円
- 2009年 羽生善治 1億1278万円
- 2010年 羽生善治 1億1576万円
- 2013年 渡辺明 1億0255万円
- 2014年 羽生善治 1億1499万円
- 2015年 羽生善治 1億1900万円
- 2020年 豊島将之 1億0645万円
- 2022年 藤井聡太 1億2205万円[3]
- 2023年 藤井聡太 1億8634万円[4]

## 記録

### 1億円突破回数
- 1位 羽生善治 17回
- 2位 藤井聡太 2回
- 3位 谷川浩司 1回
- 同  森内俊之 1回
- 同  渡辺明  1回
- 同  豊島将之 1回

### 連続1億円突破年数
- 1位 羽生善治 6年(1993年 - 1998年、2000年 - 2005年)
- 2位 羽生善治 3年(2008年 - 2010年)
- 3位 羽生善治 2年(2014年 - 2015年)
- 同  藤井聡太 2年(2022年 - 2023年)